# Giórgos Katifóris
Giórgos Katifóris (en grec : Γιώργος Κατηφόρης ; né le 24 décembre 1935 à	
Athènes et mort le 12 avril 2022) est un homme politique grec, membre du Mouvement socialiste panhellénique (PASOK).
Il a été député européen de 1994 à 2004, inscrit au Groupe parlementaire du Parti socialiste européen, dont il était vice-président.
Il a été jusqu'en 2004 l'un des 105 membres de la Convention sur l'avenir de l'Europe chargée de rédiger le Traité établissant une Constitution pour l'Europe (membre du présidium).
- Diplômé en droit (1958).
- Maîtrise post-universitaire en sciences économiques (1967).
- Études de journalisme (1961-1965).
- Successivement assistant (1968-1971), chargé de cours (1971-1981) et maître assistant (depuis 1981) à l'Université de Londres.
- Membre du comité central de la Gauche démocratique unie (1961-1976). Représentant du PASOK auprès du Parti socialiste grec[Quoi ?] (depuis 1999).
- Directeur du cabinet économique du Premier ministre (de 1987 à 1989 et de 1993 à 1994).